# Jean-Baptiste Joseph Pailliet
Jean-Baptiste Joseph Pailliet, né à Orléans le 17 décembre 1789 où il est mort le 10 avril 1861, est un jurisconsulte, juge au tribunal civil d'Orléans.

## Œuvres
- Codes de l'Empire français, 1813
- Législation et jurisprudence des successions selon le droit ancien, le droit intermédiaire et le droit nouveau..., Paris : Le Normant , 1816
- Manuel de droit français, 4e éd. / Paris : Th. Desoer , 1819
- Manuel de droit français.., 5e ed. entièrement refondue et très augmentée / Paris : Th. Desoer , 1820
- Manuel de droit français, 6e éd., entièrement refondue et très-augmentée. / Paris : Veuve Desoer , 1824
- Dictionnaire universel de droit français, contenant la refonte totale et abrégée des glossaires, lexiques, dictionnaires, répertoires de droit ... Tome I-V, Paris : Tournachon-Molin , 1825-1827
- Manuel de droit français, Septième édition entièrement refondue et augmentée / Paris : chez Mme veuve Desoer , 1826
- Traité des servitudes réelles... par M. Lalaure,... Nouvelle édition, revue et annotée par M. Pailliet, Tournachon-Molin, 1827
- Supplément au Manuel de droit français, Vve T. Desoer, 1828
- Code national, révolution de 1830, Vve T. Desoer, 1831
- Manuel du droit français, 8e. édition... / Paris : Vve. H. Desoer , 1838
- Rapport au nom de la section des belles-lettres, sur l'histoire de Châtillon de Gustave Lapérouse, Impr. de Danicourt et Pagnerre, 1846
- Constitutions américaines et françaises ; suivies d'un règlement parlementaire des traités de 1814 et 1815... ; précédées de considérations sur l'état successif des personnes et des propriétés , sur les révolutions et constitutions nationales..., Paris : A. Delhomme , 1848
- Recit Des Faits Concernant Les Gardes Nnationaux D'Orleans Qui Se Sont Rendus a Paris, Lors De L'Insurrection Des 23, 24, 25 Et 26 juin 1848, Soumis Au Conseil Municipal , Orleans : Imprimerie De Pagnerre, 1848
- Le Droit français, présentant, avec concordance et annotations, les dispositions constitutionnelles, législatives et réglementaires d'intérêt général et d'application usuelle, en vigueur depuis 1453 jusqu'à ce jour... , A. Delhomme, 1850